# Acteopan (kommun)
Acteopan är en kommun i Mexiko.   Den ligger i delstaten Puebla, i den sydöstra delen av landet, 90 km sydost om huvudstaden Mexico City.
Följande samhällen finns i Acteopan:
- Acteopan
- San Felipe Toctla
- Santa María Atzitzintla